# Glypta mensurator
Glypta mensurator är en stekelart som först beskrevs av Fabricius 1775.  Glypta mensurator ingår i släktet Glypta och familjen brokparasitsteklar. Arten är reproducerande i Sverige. Inga underarter finns listade i Catalogue of Life.